# 49-й кинофестиваль в Сан-Себастьяне
49-й кинофестиваль в Сан-Себастьяне проходил с 20 по 29 сентября 2001 года в Сан-Себастьяне (Страна Басков, Испания).

## Жюри
- Клод Шаброль ( Франция), кинорежиссёр (президент жюри).
- Джузеппе Бертолуччи ( Италия), кинорежиссёр.
- Ивонн Блейк ( Великобритания), художник по костюмам.
- Флоринда Болкан ( Бразилия), актриса.
- Элой де ла Иглесиа ( Испания), кинорежиссёр.
- Хорхе Эдвардс ( Чили), писатель.

## Фильмы фестиваля

### Официальный конкурс
- «Такси для троих», реж. Орландо Любберт ( Чили)
- «Серая зона», реж. Тим Блейк Нельсон ( США)
- «Велосипедист», реж. Филипп Хэрел ( Франция,  Бельгия)
- «Последние желания», реж. Фред Скеписи ( Великобритания,  Германия)
- «Безопасность вещей», реж. Роуз Троше ( Великобритания,  США,  Канада)
- «Лантана», реж. Рэй Лоуренс ( Австралия)
- «Се ля ви», реж. Жан-Пьер Амери ( Франция)
- «Безумие любви», реж. Висенте Аранда ( Испания,  Италия,  Португалия)
- «Настоящий человек», реж. Оке Сандгрен ( Дания)
- «Бунюэль и стол царя Соломона», реж. Карлос Саура ( Испания,  Германия,  Мексика)
- «Побег», реж. Эдуардо Миньона ( Аргентина)
- «Магония», реж. Инеке Смитс ( Нидерланды)
- «Видимая тайна», реж. Энн Хёй ( Гонконг)
- «Стройка», реж. Хосе Луис Герин ( Испания)
- «Воин», реж. Азиф Каппадиа ( Великобритания,  Индия,  Франция,  Германия)
- «Бегство в рай», реж. Нино Якуссо ( Швейцария)
- «Визионеры», реж. Мануэль Гутьеррес Арагон ( Испания)
- «Улыбка бабочки», реж. Хэ Цзяньцзюнь ( Китай)

## Лауреаты

### Официальные премии
- Золотая раковина: «Такси для троих», реж. Орландо Любберт.
- Специальный приз жюри: «Стройка», реж. Хосе Луис Герин.
- Серебряная раковина лучшему режиссёру:  Жан-Пьер Амери («Се ля ви»).
- Серебряная раковина лучшей актрисе: Пилар Лопес де Айала («Безумие любви»).
- Серебряная раковина лучшему актёру: Дюзгюн Айхан («Бегство в рай»).
- Приз жюри лучшему оператору : Роман Осин («Воин»).
- Приз жюри за лучший сценарий : Оливье Даза, Филипп Хэрел и Бенуа Пульворд («Велосипедист»).

### Почётная награда — «Доностия» за вклад в кинематограф
- Джули Эндрюс
- Уоррен Битти
- Франсиско Рабаль